# Alfonso Bravo de Laguna
Alfonso Bravo de Laguna, O.F.M. (Tepeaca, México, 1616 – Cartago, Costa Rica, 9 de junio de 1674) fue un sacerdote mexicano, obispo de la diócesis de Nicaragua y Costa Rica de 1670 a 1674.
Se ordenó como sacerdote en la Orden Franciscana. A la muerte de monseñor Tomás Manso en 1659, se le nombró vicario capitular de la diócesis de Nicaragua y Costa Rica. Debido a que monseñor Juan de la Torre y Castro, sucesor de Manso, murió a los seis días de haber llegado a Nicaragua, continuó como administrador de la diócesis. En julio de 1664 el rey Felipe IV de España presentó su candidatura como obispo de Nicaragua y Costa Rica, pero no fue sino hasta el 1 de septiembre de 1670 cuando el papa Clemente X lo designó como tal. El 21 de septiembre de 1671 fue consagrado en Santiago de Guatemala por el obispo Juan de Santo Matía Sáenz de Mañozca y Murillo. En 1674 efectuó una visita pastoral a Costa Rica, pero apenas la empezaba cuando murió súbitamente en la ciudad de Cartago, capital de esa provincia.